# Place du Châtelet

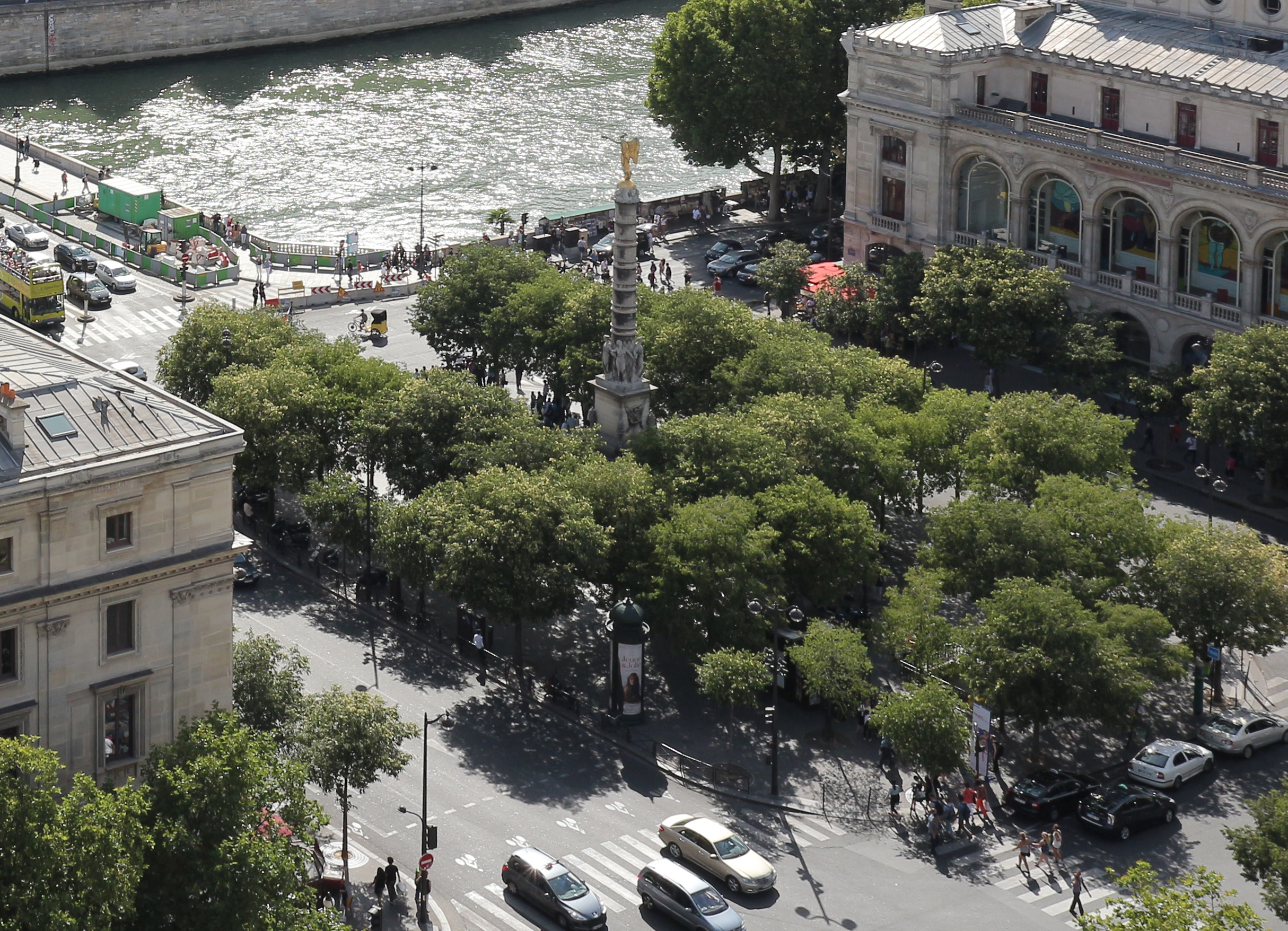
Place du Châtelet vista da Torre Saint-Jacques, em 2013.

A Place du Châtelet (em português: Praça do Châtelet) é uma praça situada na cidade de Paris, mais especificamente entre o 1.º arrondissement e o 4.º arrondissement, na região francesa da Ilha de França. Localiza-se em frente à Pont au Change, às margens do Rio Sena, no quarteirão formado pelas seguintes vias: Quai de la Mégisserie, Rue Saint-Denis, Avenue Victoria e Boulevard de Sébastopol.
No centro da praça situa-se a Fontaine du Palmier (em português: Fonte das Palmeiras), também conhecida como Fontaine du Châtelet e Fontaine de la Victoire, um chafariz classificado como monumento histórico da França. Foi construída entre 1806 e 1808 por ordem de Napoleão Bonaparte, tendo sido projetada pelo arquiteto francês François-Jean Bralle. Consiste em uma coluna triunfal com quase 22 metros de altura. Em seu fuste há faixas de bronze com inscrições que homenageiam as vitórias de Napoleão. Ao redor da base do chafariz há quatro estátuas produzidas pelo escultor francês Louis-Simon Boizot.

## Pontos de interesse

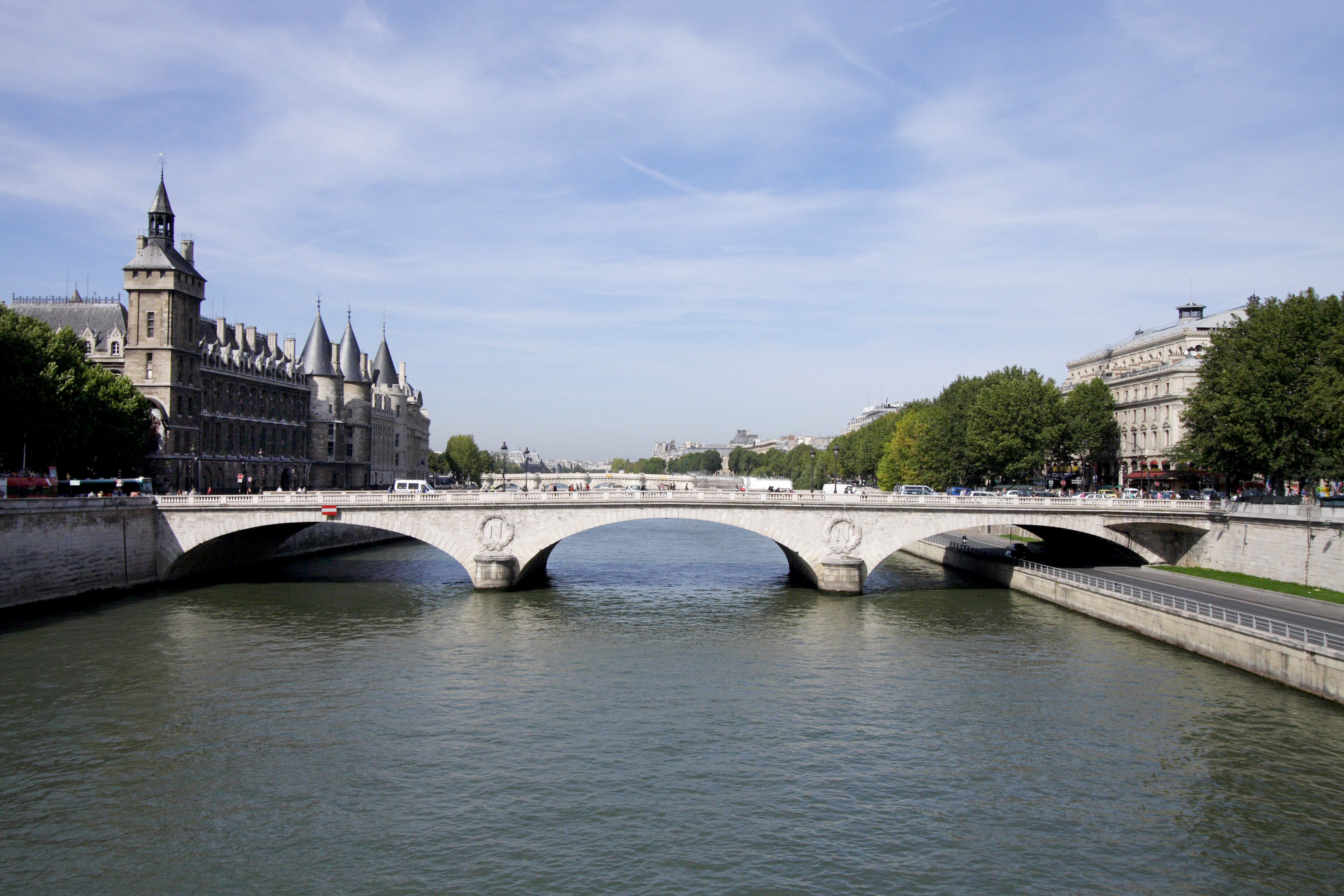
Pont au Change, situada em frente à Place du Châtelet, em 2006.

Os seguintes pontos de interesse situam-se nas redondezas da Place du Châtelet:
- Estação Châtelet do Metrô de Paris
- Île de la Cité
- Pont au Change
- Rio Sena
- Théâtre de la Ville
- Théâtre du Châtelet
- Torre Saint-Jacques